# Calorhamphus fuliginosus
Calorhamphus fuliginosus là một loài chim trong chi chim đơn loài Calorhamphus, họ Megalaimidae.

## Phân loài
- Caloramphus fuliginosus fuliginosus (Temminck, 1830)
- Caloramphus fuliginosus hayii (J.E. Gray, 1831)
- Caloramphus fuliginosus tertius Chasen & Kloss, 1929